# Ampasimazava (Vavatenina)
Ampasimazava est une commune urbaine malgache située dans la partie sud de la région d'Analanjirofo.